# 1970 Sumeria
Az 1970 Sumeria (ideiglenes jelöléssel 1954 ER) a Naprendszer kisbolygóövében található aszteroida. Miguel Itzigsohn fedezte fel 1954. március 12-én.